# Tweede Kamerverkiezingen in het kiesdistrict Leeuwarden (1888-1918)

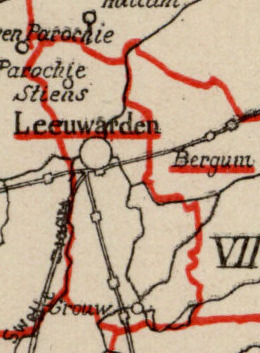
Kiesdistrict Leeuwarden (1888)

Tweede Kamerverkiezingen in het kiesdistrict Leeuwarden (1888-1918) geeft een overzicht van verkiezingen voor de Nederlandse Tweede Kamer in het kiesdistrict Leeuwarden in de periode 1888-1918.
Het kiesdistrict Leeuwarden was al ingesteld in 1848. De indeling van het kiesdistrict werd gewijzigd na de grondwetsherziening van 1887; tevens werd het kiesdistrict toen omgezet in een enkelvoudig district. Tot het kiesdistrict behoorden vanaf dat moment de volgende gemeenten: Idaarderadeel, Leeuwarden en Leeuwarderadeel.
Legenda
- cursief: in de eerste verkiezingsronde geëindigd op de eerste of tweede plaats, en geplaatst voor de tweede ronde;
- vet: gekozen als lid van de Tweede Kamer.

## 6 maart 1888
De verkiezingen werden gehouden na vervroegde ontbinding van de Tweede Kamer.
|                  | 6 maart |
| ---------------- | ------- |
| Kiesgerechtigden | 3.241   |
| Opkomst          | 2.554   |
| Geldige stemmen  | 2.541   |
| Blanco stemmen   | 5       |
| Kandidaten       |         |
| J. Zaaijer       | 1.444   |
| W.C. van Munster | 702     |
| V. Bruinsma      | 379     |

## 9 juni 1891
De verkiezingen werden gehouden na ontbinding van de Tweede Kamer.
|                  | 9 juni |
| ---------------- | ------ |
| Kiesgerechtigden | 3.303  |
| Opkomst          | 2.459  |
| Geldige stemmen  | 2.451  |
| Blanco stemmen   | 5      |
| Kandidaten       |        |
| J. Zaaijer       | 1.350  |
| D. de Clercq     | 620    |
| P. van Vliet     | 455    |

## 24 januari 1893
Johannes Zaaijer, gekozen bij de verkiezingen van 9 juni 1891, trad op 13 december 1892 af vanwege zijn benoeming als hoofdredacteur van de Nieuwe Rotterdamsche Courant. Om in de ontstane vacature te voorzien werd een tussentijdse verkiezing gehouden.
|                    | 24 januari | 7 februari |
| ------------------ | ---------- | ---------- |
| Kiesgerechtigden   | 3.286      | 3.286      |
| Opkomst            | 2.195      | 2.641      |
| Geldige stemmen    | 2.168      | 2.611      |
| Blanco stemmen     | 19         | 24         |
| Kandidaten         |            |            |
| C.V. Gerritsen     | 689        | 1.332      |
| J. Troelstra       | 896        | 1.279      |
| P. van Vliet       | 332        |            |
| G.L. van der Zwaag | 231        |            |

## 10 april 1894
De verkiezingen werden gehouden na vervroegde ontbinding van de Tweede Kamer.
|                  | 10 april |
| ---------------- | -------- |
| Kiesgerechtigden | 3.246    |
| Opkomst          | 1.726    |
| Geldige stemmen  | 1.696    |
| Blanco stemmen   | 25       |
| Kandidaten       |          |
| C.V. Gerritsen   | 1.136    |
| E.B. Kielstra    | 536      |

## 15 juni 1897
De verkiezingen werden gehouden na ontbinding van de Tweede Kamer.
|                  | 15 juni | 25 juni |
| ---------------- | ------- | ------- |
| Kiesgerechtigden | 5.366   | 5.366   |
| Opkomst          | 3.982   | 3.786   |
| Geldige stemmen  | 3.950   | 3675    |
| Blanco stemmen   | 32      | 11      |
| Kandidaten       |         |         |
| P.J. Troelstra   | 939     | 1.872   |
| C.V. Gerritsen   | 1.213   | 1.803   |
| E.B. Kielstra    | 713     |         |
| W.C. van Munster | 580     |         |
| J.F.H. Bekhuis   | 505     |         |

## 27 juli 1897
Pieter Jelles Troelstra was bij de verkiezingen van 15 juni 1897 gekozen in twee kiesdistricten, Leeuwarden en Tietjerksteradeel. Hij opteerde voor Tietjerksteradeel, als gevolg waarvan in Leeuwarden een naverkiezing gehouden werd.
|                  | 27 juli | 3 augustus |
| ---------------- | ------- | ---------- |
| Kiesgerechtigden | 5.366   | 5.366      |
| Opkomst          | 3.704   | 3.663      |
| Geldige stemmen  | 3.669   | 3.609      |
| Blanco stemmen   | 35      | 54         |
| Kandidaten       |         |            |
| H. Pyttersen     | 1.399   | 1.941      |
| W. Bax           | 1.081   | 1.668      |
| W.C. van Munster | 856     |            |
| Z. Middelkoop    | 333     |            |

## 14 juni 1901
De verkiezingen werden gehouden na ontbinding van de Tweede Kamer.
|                  | 14 juni | 27 juni |
| ---------------- | ------- | ------- |
| Kiesgerechtigden | 6.065   | 6.065   |
| Opkomst          | 4.766   | 4.550   |
| Geldige stemmen  | 4.723   | 4.519   |
| Blanco stemmen   | 43      | 31      |
| Kandidaten       |         |         |
| G.W. Melchers    | 1.705   | 2.371   |
| H. Pyttersen     | 1.439   | 2.148   |
| T. de Vries      | 1.121   |         |
| Z. van den Bergh | 458     |         |

## 16 juni 1905
De verkiezingen werden gehouden na ontbinding van de Tweede Kamer.
|                  | 16 juni | 28 juni |
| ---------------- | ------- | ------- |
| Kiesgerechtigden | 7.553   | 7.553   |
| Opkomst          | 6.352   | 6.503   |
| Geldige stemmen  | 6.280   | 6.462   |
| Blanco stemmen   | 72      | 41      |
| Kandidaten       |         |         |
| L.W.J.K. Thomson | 2.228   | 3.529   |
| F.M. Wibaut      | 2.270   | 2.933   |
| T.A. Hettinga    | 1.439   |         |
| M.W.F. Treub     | 343     |         |

## 11 juni 1909
De verkiezingen werden gehouden na ontbinding van de Tweede Kamer.
|                            | 11 juni | 23 juni |
| -------------------------- | ------- | ------- |
| Kiesgerechtigden           | 8.026   | 8.026   |
| Opkomst                    | 6.882   | 6.455   |
| Geldige stemmen            | 6.818   | 6.414   |
| Blanco stemmen             | 64      | 41      |
| Kandidaten                 |         |         |
| L.W.J.K. Thomson           | 2.538   | 3.674   |
| P.J. Troelstra             | 2.529   | 2.740   |
| G. Hofstede                | 1.554   |         |
| H.D. van Ketwich Verschuur | 197     |         |

## 19 juni 1913
Lodewijk Thomson, gekozen bij de verkiezingen van 11 juni 1909, trad op 21 mei 1913 af vanwege zijn bevordering tot majoor. Om in de ontstane vacature te voorzien werd een tussentijdse verkiezing gehouden.
|                  | 19 juni |
| ---------------- | ------- |
| Kiesgerechtigden | 9.228   |
| Kandidaten       |         |
| L.W.J.K. Thomson |         |

Thomson was de enige kandidaat; hij werd zonder nadere stemming gekozen verklaard.

## 17 juni 1913
De verkiezingen werden gehouden na ontbinding van de Tweede Kamer.
|                  | 17 juni | 25 juni |
| ---------------- | ------- | ------- |
| Kiesgerechtigden | 9.228   | 9.228   |
| Opkomst          | 8.091   | 6.900   |
| Geldige stemmen  | 8.045   | 6.853   |
| Blanco stemmen   | 46      | 47      |
| Kandidaten       |         |         |
| P.J. Troelstra   | 3.738'  | 3.851   |
| L.W.J.K. Thomson | 2.622   | 3.002   |
| W. Fransen       | 1.685   |         |

## 15 juni 1917
De verkiezingen werden gehouden na ontbinding van de Tweede Kamer.
|                  | 15 juni |
| ---------------- | ------- |
| Kiesgerechtigden | 10.116  |
| Opkomst          | 4.947   |
| Geldige stemmen  | 4.880   |
| Blanco stemmen   | 67      |
| Kandidaten       |         |
| P.J. Troelstra   | 4.266   |
| A.R. de Jong     | 614     |

## Opheffing
De verkiezing van 1917 was de laatste verkiezing voor het kiesdistrict Leeuwarden. In 1918 werd voor verkiezingen voor de Tweede Kamer overgegaan op een systeem van evenredige vertegenwoordiging met kandidatenlijsten van politieke partijen.